# 85. Landwehr-Division (Deutsches Kaiserreich)

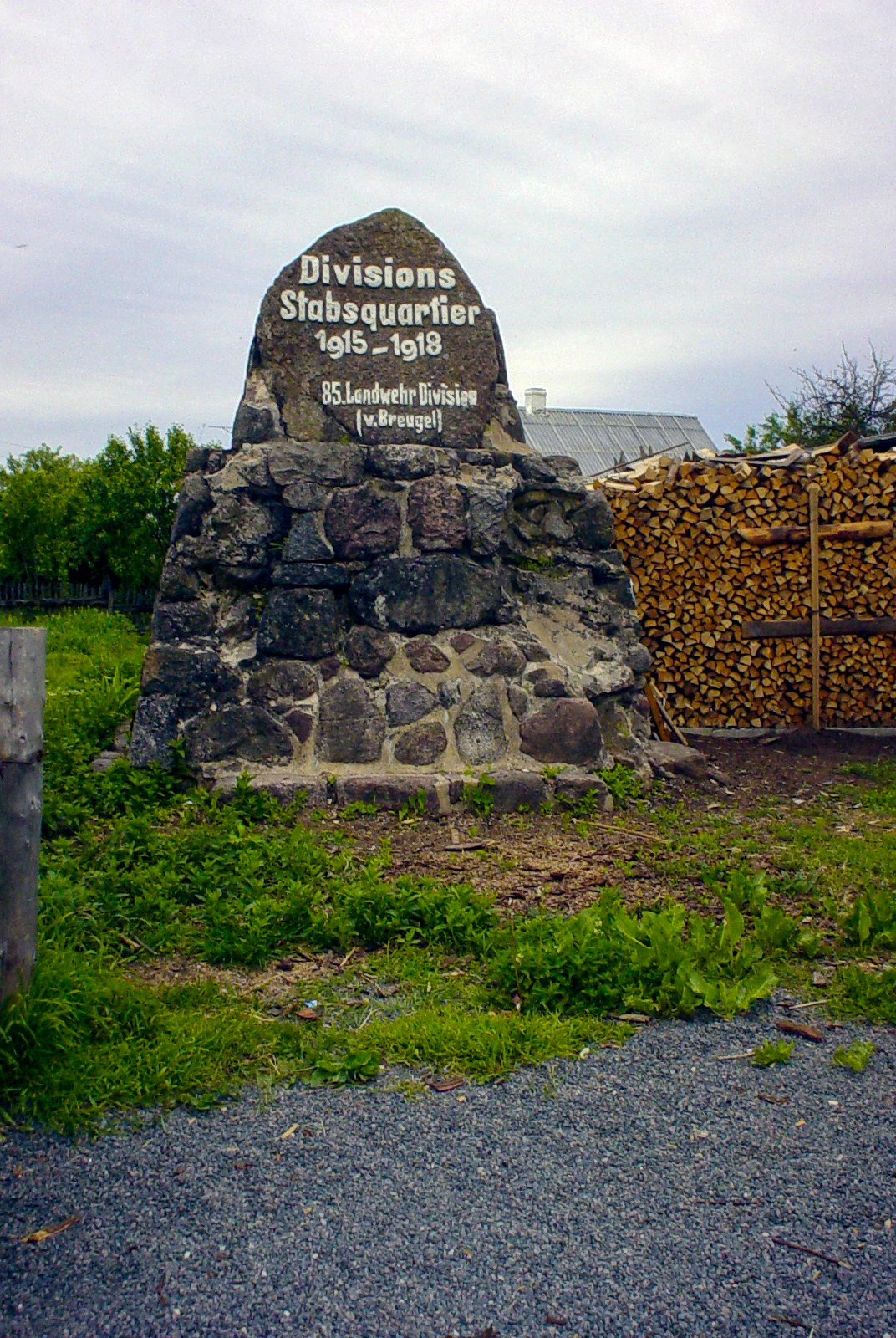
Gedenkstein Divisions-Stabsquartier der 85. Landwehr-Division in Juraciški, Belarus

Die 85. Landwehr-Division war ein Großverband der Preußischen Armee im Ersten Weltkrieg.

## Gefechtskalender
Die Division wurde während des Ersten Weltkriegs am 25. September 1915 aus der Division „Breugel“ an der Ostfront gebildet, wo der Verband bis zum Ende Oktober 1918 im Einsatz war. Anschließend wurden Teile zum Schutz der belgisch-niederländischen Grenze an die Westfront verlegt. Nach Kriegsende trat der im Westen stationierte Teil der Division den Rückmarsch in die Heimat an, während der sich im Osten befindliche Teil als Besatzungs- und Sicherheitsdienst bis Mitte Februar 1919 in Litauen und Weißrussland tätig war.

### 1914
- ab 15. November – Stellungskämpfe bei Mława

### 1915
- bis 12. Juli – Stellungskämpfe bei Mlawa
- 13. bis 17. Juli – Durchbruchsschlacht bei Przasnysz
- 18. bis 22. Juli – Verfolgungskämpfe zum unteren Narew
- 23. Juli bis 3. August – Schlacht am Narew
  - 24. Juli – Einnahme von Pultusk
- 04. bis 7. August – Schlacht am Orz-Bach
- 07. August – Einnahme von Dembe, Festung Zegrze, Serock
- 08. bis 10. August – Schlacht bei Ostrow
- 11. bis 12. August – Schlacht bei Tschishew-Sambrow
- 13. bis 18. August – Verfolgungskämpfe am oberen Narew und Nurzec
- 19. bis 25. August – Schlacht bei Bielsk
- 26. August bis 5. September – Verfolgungskämpfe am Swislocz und an der Naumka-Werecia
- 08. bis 12. September – Schlacht an der Zelwianka und am Njemen
- 12. bis 17. September – Schlacht an der Szczara und Jelnia
- 17. bis 27. September – Verfolgungskämpfe in den litauischen Sümpfen
- ab 28. September – Stellungskämpfe an der Beresina, Olschanka und Krewljanka

### 1916
- - 18. März bis 30. April – Schlacht am Narotsch-See (Teile der Division)

### 1917
- bis 30. Juni – Stellungskämpfe an der Beresina, Olschanka und Krewljanka
- 01. Juli bis 17. September – Stellungskämpfe am Serwetsch, Njemen, an der Beresina, Olschanka und Krewljanka
  - 19. bis 27. Juli – Abwehrschlacht Smorgon-Krewo
- 18. September bis 4. November – Stellungskämpfe zwischen Njemen-Beresina-Krewo-Smorgon-Narotsch-See und Tweretsch
- 09. November bis 7. Dezember – Stellungskämpfe zwischen Narotsch- und Dryswjaty-See
- 07. bis 17. Dezember – Waffenruhe
- ab 17. Dezember – Waffenstillstand

### 1918
- bis 18. Februar – Waffenstillstand
- 18. Februar bis 3. März – Offensive gegen den Peipus-See und die obere Düna
- 03. bis 8. März – Okkupation russischen Gebiets zwischen oberer Düna und Peipus-See
- 09. März bis 15. November – Okkupation großrussischen Gebiets
- 25. Oktober bis 8. November – Abtransport von Teilen der Division nach dem Westen
- 27. Oktober bis 11. November – Grenzschutz an der belgisch-niederländischen Grenze (Teile der Division)
- ab 12. November – Räumung des besetzten Gebietes und Marsch in die Heimat (Teile der Division)
- ab 16. November – Besatzungs- und Sicherheitsdienst in Litauen und Weißrussland (Teile der Division)

### 1919
- bis 11. Februar – Besatzungs- und Sicherheitsdienst in Litauen und Weißrussland (Teile der Division)

## Kommandeure
| Dienstgrad   | Name                                | Datum                                  |
| ------------ | ----------------------------------- | -------------------------------------- |
| Generalmajor | Willem Clifford Cocq von Breugel    | 25. September 1915 bis 16. August 1918 |
| Generalmajor | Jobst Hermann zur Lippe-Biesterfeld | 17. August 1918 bis 29. Januar 1919    |